# معركة كونفيتزا
معركة كونفيتزا وقعت في 2 أو 5 يناير 1444م، وقعت قرب جبل كونفيتزا بالقرب من مدينة نيش الصربية  ، بين الدولة العثمانية وتحالف صليبي مكون من مملكة المجر ومملكة بولندا وإمارة صربيا. انتصرت فيها القوى الصليبية وأسروا قائد الجيش العثماني «محمود بك چلبي الجندرلي» صهر السلطان مراد الثاني وشقيق الصدر الأعظم خليل باشا الجاندرلي، وكانت زوجته هي أخت السلطان مراد الثاني. 

## اقرأ أيضا
- معاهدة أدرنة-سكدين 1444م.
- معركة فارنا 1444م.